# Amphiareus obscuriceps
Amphiareus obscuriceps is een wants uit de familie van de bloemwantsen (Anthocoridae). De soort werd het eerst wetenschappelijk beschreven door Bertil Robert Poppius in 1909.

## Uiterlijk
De grotendeels geelbruine bloemwants is macropteer (langvleugelig) en kan 2.5 tot 3 mm lang worden. De kop van de wants is het meest donker, donkerbruin tot bruingrijs. Het halsschild en het scutellum zijn donker oranjebruin of bruingrijs. Het hoornachtige gedeelte van de voorvleugels is bruingeel, het doorzichtige deel van de voorvleugels is licht grijs en heeft een bruin begin.
De pootjes zijn geheel geelbruin, net als de antennes. Het tweede segment is donkerder aan het uiteinde, de twee laatste segmenten zijn bruin en dunner. Amphiareus obscuriceps lijkt op Amphiareus constrictus, die heeft echter geen donkerbruine tot bruingrijze kop.

## Leefwijze
De soort leeft op diverse struiken en op de grond in strooisel in veenmosrietland, riet, houtstapels, compost en afvalhopen en jaagt daar voornamelijk op kleine insecten zoals stofluizen.

## Leefgebied
De soort is oorspronkelijk afkomstig uit Zuidoost-Azië. In 1980 is de wants voor het eerst waargenomen in Europa en breidt zich snel uit.